# Paranerita granatina
Paranerita granatina är en fjärilsart som beskrevs av Rothschild 1909. Paranerita granatina ingår i släktet Paranerita och familjen björnspinnare. Inga underarter finns listade i Catalogue of Life.